# La Dorita
La Dorita es un pequeño paraje rural de la Provincia de Buenos Aires, Argentina, perteneciente al partido de Carlos Casares.

## Ubicación y accesos
Se ubica al este de la ciudad de Carlos Casares. Su acceso más directo es a través de la Ruta Nacional 5.
Es una estación del Ferrocarril Sarmiento, del ramal que corre entre Once y Carlos Casares.

## Distancias
- Desde Carlos Casares:15 km
- Desde Nueve de Julio:41 km
- Desde Pehuajó:70 km

## Población
Durante los censos nacionales del INDEC de 2001 y 2010 fue considerada como población rural dispersa.